# Euryproctus japonicus
Euryproctus japonicus là một loài tò vò trong họ Ichneumonidae.